# Tampa Bay Buccaneers 2022
La stagione 2022 dei Tampa Bay Buccaneers è stata la 47ª della franchigia nella National Football League e la prima sotto la direzione del capo-allenatore Todd Bowles. Questi fu promosso dal ruolo di coordinatore difensivo, che aveva ricoperto dal 2019 al 2021. Tampa Bay vinse la NFC South per il secondo anno consecutivo per la prima volta nella sua storia.
Il 1º febbraio 2022 il quarterback Tom Brady annunciò il suo ritiro. Al giocatore rimaneva un anno del suo contratto con i Buccaneers. Tuttavia, il 13 marzo, dopo soli quarante giorni, tornò sui propri passi, annunciando che avrebbe fatto ritorno per la stagione 2022. L'annuncio di Brady portò a diverse firme di free agent, rinnovi e ristrutturazioni di contratti, inclusi Chris Godwin, Leonard Fournette, Shaq Mason, Russell Gage, Carlton Davis, Ryan Jensen, Julio Jones e altri. Jensen, tuttavia, fu inserito in lista infortunati a causa di un problema a un ginocchio riscontrato durante il training camp.
Il 30 marzo, due settimane dopo l'annuncio di Brady, il capo-allenatore Bruce Arians annunciò il suo secondo ritiro dalla panchina, passando al ruolo di Senior Football Consultant. Il coordinatore difensivo ed ex capo-allenatore dei Jets Todd Bowles fu immediatamente annunciato come suo sostituto. Dopo due stagioni con il club, Rob Gronkowski annunciò il suo secondo ritiro il 21 giugno.
I Buccaneers iniziarono la stagione come campioni in carica della division, tentando di qualificarsi ai playoff per il terzo anno consecutivo. Dopo avere vinto le prime due gare, i Bucs persero cinque delle successive, non riuscendo così a migliorare il bilancio di 13–4 della stagione precedente dopo una sconfitta nella settimana 8 contro i Baltimore Ravens. Dopo una sconfitta nella settimana 15 contro i Cincinnati Bengals, Brady ebbe la sua prima stagione con otto sconfitte come titolare. Ad ogni modo, i Buccaneers vinsero una debole NFC South grazie a una vittoria nella settimana 17 sui Carolina Panthers. Tampa Bay iniziò i playoff come quarta testa di serie della NFC e ospitò i Dallas Cowboys perdendo per 31−14. Tampa Bay fu la quarta squadra della storia a qualificarsi per i playoff con più sconfitte che vittorie, dopo i Seattle Seahawks del 2010, i Carolina Panthers del 2014 e il Washington Football Team del 2020. Fu anche la prima e unica stagione che Tom Brady terminò con un record negativo in carriera.
Il 1º febbraio 2023 Brady annunciò il suo ritiro definitivo.

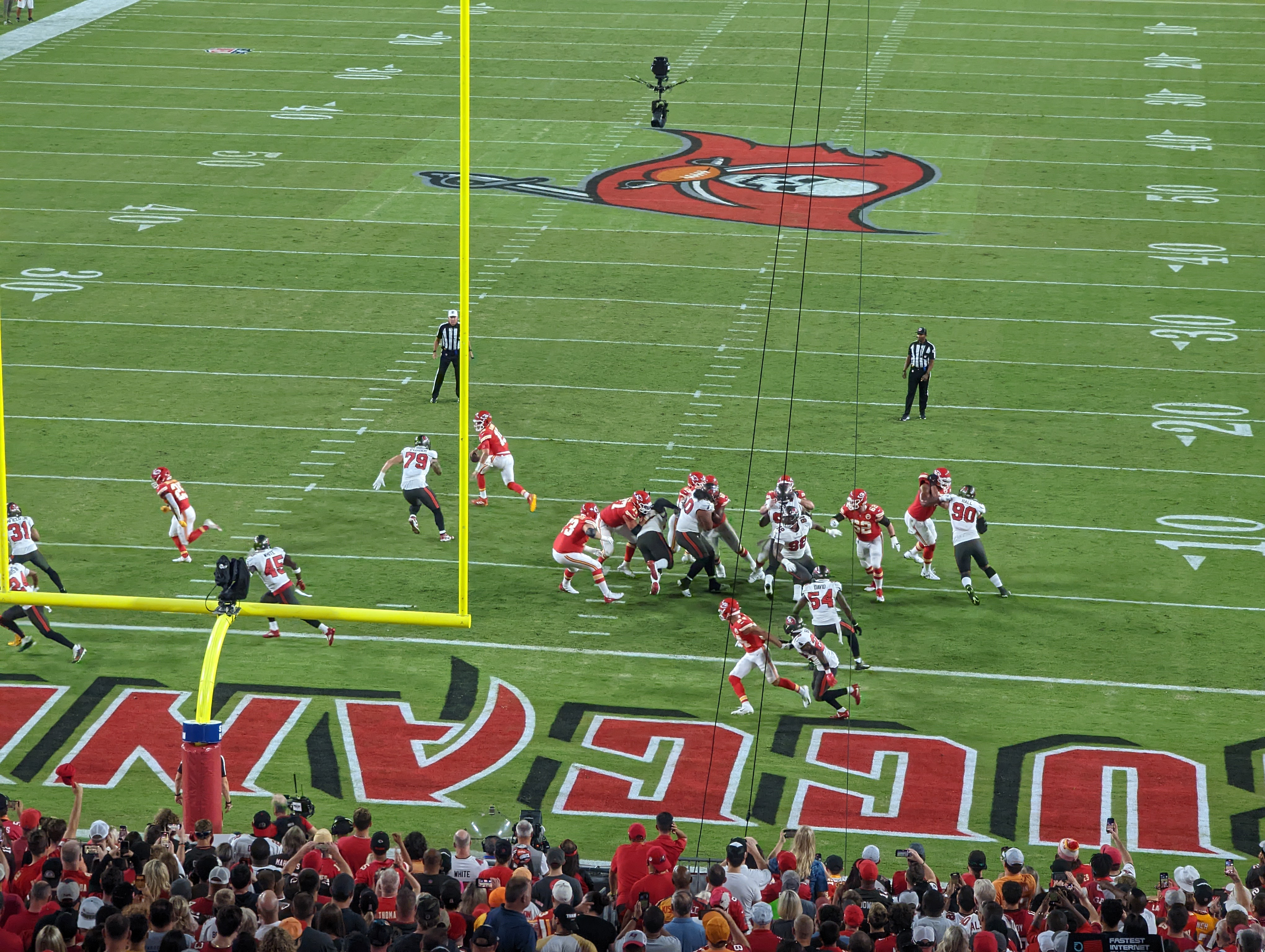
La partita della settimana 4 contro i Chiefs

## Scelte nel Draft 2022
| Scelte dei Buccaneers nel Draft 2022 |        |               |       |                   |
| Giro                                 | Scelta | Giocatore     | Ruolo | College           |
| 2                                    | 33     | Logan Hall    | DT    | Houston           |
| 2                                    | 57     | Luke Goedeke  | IOL   | Central Michigan  |
| 3                                    | 91     | Rachaad White | RB    | Arizona State     |
| 4                                    | 106    | Cade Otton    | TE    | Washington        |
| 4                                    | 133    | Jake Camarda  | P     | Georgia           |
| 5                                    | 157    | Zyon McCollum | CB    | Sam Houston State |
| 6                                    | 218    | Ko Kieft      | TE    | Minnesota         |
| 7                                    | 248    | Andre Anthony | OLB   | LSU               |

## Staff
| Staff dei Tampa Bay Buccaneers nel 2022 |
| --- |
| Organi dirigenziali - Co-proprietario/co-chairman – Bryan Glazer - Co-proprietario/co-chairman – Edward Glazer - Co-proprietario/co-chairman – Joel Glazer - Co-proprietario/presidente – Darcie Glazer Kassewitz - General manager – Jason Licht - Direttore del personale dei giocatori – John Spytek - Direttore delle operazioni del football – Shelton Quarles - Direttore degli osservatori del college – Mike Biehl - Direttore degli osservatori dei professionisti – Rob McCartney - Assistente direttore oss. professionisti – Shane Scannell - Assistente direttore oss. professionisti – Alex Smith - Direttore dell'amministrazione del football – Mike Greenberg Capo allenatore - Capo-allenatore – Todd Bowles - Assistente c.a./gioco sulle corse – Harold Goodwin Altri allenatori - Preparatore atletico – Anthony Piroli - Velocità e condizione – Roger Kingdom - Assistente p.a. – Michael Stacchiotti - Assistente p.a. – Chad Wade - Assistente p.a. - Maral Javadifar Allenatori dell'attacco - Coordinatore offensivo - Byron Leftwich - Quarterback – Clyde Christensen - Running back – Todd McNair - Wide receiver – Kevin Garver - Assistente wide receiver – Thad Lewis - Tight end – John Van Dam - Offensive line – Joe Gilbert - Assistente attacco senior – Rick Christophel - Assistente attacco – A.Q. Shipley - Controllo qualità attacco – Jeff Kastl - Consulente attacco – Tom Moore Allenatori della difesa - Co-coordinatore difensivo – Kacy Rodgers - Co-coordinatore difensivo – Larry Foote - Defensive line – Kacy Rodgers - Assistente defensive line – Lori Locust - Outside linebacker – Bob Sanders - Inside linebacker – Larry Foote - Cornerback – Kevin Ross - Safety – Nick Rapone - Controllo qualità difesa – Joey Fitzgerald Allenatori dello special team - Coordinatore dello Special Team: Keith Armstrong - Assistente special team/difesa – Keith Tandy - Assistente special team/difesa – Tim Atkins - Specialista – Chris Boniol |

## Roster
| Roster dei Tampa Bay Buccaneers nel 2022 |
| --- |
| Quarterback - 12 Tom Brady - 11 Blaine Gabbert - 2 Kyle Trask Running Back - 25 Giovani Bernard - 7 Leonard Fournette - 21 Ke'Shawn Vaughn - 29 Rachaad White Wide Receiver - 1 Jaelon Darden - 13 Mike Evans - 17 Russell Gage - 14 Chris Godwin - 6 Julio Jones - 10 Scotty Miller - 16 Breshad Perriman Tight End - 84 Cameron Brate - 41 Ko Kieft - 88 Cade Otton - 8 Kyle Rudolph Offensive Linemen - 67 Luke Goedeke G - 70 Robert Hainsey C - 74 Fred Johnson G - 60 Nick Leverett C - 69 Shaq Mason G - 76 Donovan Smith T - 73 Brandon Walton G - 72 Josh Wells T - 78 Tristan Wirfs T Defensive Linemen - 92 William Gholston DE - 90 Logan Hall DE - 96 Akiem Hicks DE - 56 Rakeem Nuñez-Roches NT - 79 Pat O'Connor DE - 50 Vita Vea NT Linebacker - 58 Shaquil Barrett OLB - 52 K.J. Britt ILB - 54 Lavonte David ILB - 53 Olakunle Fatukasi ILB - 94 Carl Nassib OLB - 98 Anthony Nelson OLB - 9 Joe Tryon-Shoyinka OLB - 45 Devin White ILB Defensive Back - 24 Carlton Davis CB - 35 Jamel Dean CB - 30 Dee Delaney CB - 32 Mike Edwards SS - 27 Zyon McCollum CB - 23 Sean Murphy-Bunting CB - 22 Keanu Neal FS - 26 Logan Ryan SS - 31 Antoine Winfield Jr. FS Special Team - 5 Jake Camarda P - 3 Ryan Succop K - 97 Zach Triner LS Lista delle riserve - 38 Kenjon Barner RB (IR) - 49 Cam Gill OLB (IR) - 66 Ryan Jensen C (IR) - 86 Codey McElroy TE (IR) - 64 Aaron Stinnie G (IR) Squadra di allenamento - 59 Genard Avery OLB - 37 Anthony Chesley CB - 65 Dylan Cook T - 36 Don Gardner CB - 80 Kaylon Geiger WR - 71 Mike Greene DE - 4 Ryan Griffin QB - 43 Patrick Laird RB - 75 John Molchon G - 93 Willington Previlon DE - 51 J.J. Russell ILB - 95 Deadrin Senat NT - 83 Deven Thompkins WR - 34 Nolan Turner SS - 89 David Wells TE - 33 Kenny Young ILB 53 attivi, 5 inattivi, 16 nella squadra di allenamento |
| Legenda - I rookie sono in corsivo. - Il primo ruolo è il principale mentre gli eventuali successivi indicano i ruoli secondari. - (IR) sta per Injured Reserve ed indica la lista ristretta per un solo giocatore infortunato che può tornare ad allenarsi dopo la settimana 6 e a rientrare in prima squadra dopo che questa ha giocato 8 partite. - (NF-Inj.) / (NF-Ill.) stanno rispettivamente per Non-Football Injured e Non-Football Illness ed indicano le liste dove viene inserito un giocatore che ha un infortunio o una malattia non dipendente dal football americano. - (PUP) sta per Physically Unable to Perform ed indica la lista dove viene inserito un giocatore mentre è in attesa di recuperare la condizione fisica. Nella stagione regolare dopo la sesta partita giocata dalla propria squadra, il giocatore ha tempo tre settimane per riprendere ad allenarsi, più tre settimane aggiuntive dal suo rientro agli allenamenti per rientrare in prima squadra. |

## Precampionato
Il 12 maggio 2022 sono state annunciate le partite dei Buccaneers nel precampionato.
| Precampionato |                |                      |           |        |                       |         |
| Settimana     | Data           | Avversario           | Risultato | Record | Stadio                | Sintesi |
| 1             | 13 agosto 2022 | Miami Dolphins       | S 24-26   | 0-1    | Raymond James Stadium | Sintesi |
| 2             | 20 agosto 2022 | @ Tennessee Titans   | S 3-13    | 0-2    | Nissan Stadium        | Sintesi |
| 3             | 27 agosto 2022 | @ Indianapolis Colts | S 10-27   | 0-3    | Lucas Oil Stadium     | Sintesi |

## Stagione regolare

### Calendario
Il calendario della stagione regolare è stato annunciato il 12 maggio 2022. Il gruppo degli avversari, stabiliti sulla base delle rotazioni previste dalla NFL per gli accoppiamenti tra le division nonché dai piazzamenti ottenuti nella stagione precedente, fu giudicato come il 4º più duro da affrontare tra tutti quelli della stagione 2022.
| Stagione regolare |                   |                         |               |        |                         |         |
| Settimana         | Data              | Avversario              | Risultato     | Record | Stadio                  | Sintesi |
| 1                 | 11 settembre 2022 | @ Dallas Cowboys (S)    | V 19-3        | 1-0    | AT&T Stadium            | Sintesi |
| 2                 | 18 settembre 2022 | @ New Orleans Saints    | V 20-10       | 2-0    | Caesars Superdome       | Sintesi |
| 3                 | 25 settembre 2022 | Green Bay Packers       | S 12-14       | 2-1    | Raymond James Stadium   | Sintesi |
| 4                 | 2 ottobre 2022    | Kansas City Chiefs (S)  | S 31-41       | 2-2    | Raymond James Stadium   | Sintesi |
| 5                 | 9 ottobre 2022    | Atlanta Falcons         | V 21-15       | 3-2    | Raymond James Stadium   | Sintesi |
| 6                 | 16 ottobre 2022   | @ Pittsburgh Steelers   | S 18-20       | 3-3    | Acrisure Stadium        | Sintesi |
| 7                 | 23 ottobre 2022   | @ Carolina Panthers     | S 3-21        | 3-4    | Bank of America Stadium | Sintesi |
| 8                 | 27 ottobre 2022   | Baltimore Ravens (T)    | S 22-27       | 3-5    | Raymond James Stadium   | Sintesi |
| 9                 | 6 novembre 2022   | Los Angeles Rams        | V 16-13       | 4-5    | Raymond James Stadium   | Sintesi |
| 10                | 13 novembre 2022  | Seattle Seahawks (I)    | V 21-16       | 5-5    | Allianz Arena (Monaco)  | Sintesi |
| 11                | Riposo            | Riposo                  | Riposo        | Riposo | Riposo                  | Riposo  |
| 12                | 27 novembre 2022  | @ Cleveland Browns      | S 17-23 (DTS) | 5-6    | FirstEnergy Stadium     | Sintesi |
| 13                | 5 dicembre 2022   | New Orleans Saints (M)  | V 17-16       | 6-6    | Raymond James Stadium   | Sintesi |
| 14                | 11 dicembre 2022  | @ San Francisco 49ers   | S 7-35        | 6-7    | Levi's Stadium          | Sintesi |
| 15                | 18 dicembre 2022  | Cincinnati Bengals      | S 23-34       | 6-8    | Raymond James Stadium   | Sintesi |
| 16                | 25 dicembre 2022  | @ Arizona Cardinals (S) | V 19-16 (DTS) | 7-8    | State Farm Stadium      | Sintesi |
| 17                | 1º gennaio 2022   | Carolina Panthers       | V 30-24       | 8-8    | Raymond James Stadium   | Sintesi |
| 18                | 8 gennaio 2022    | @ Atlanta Falcons       | S 17-30       | 8-9    | Mercedes-Benz Stadium   | Sintesi |

Note:
- Gli avversari della propria division sono in grassetto.
- Il simbolo "@" indica una partita giocata in trasferta.
- (M) indica il Monday Night Football, (T) il Thursday Night Football, (S) il Sunday Night Football e (I) le International Series

## Play-off
Al termine della stagione regolare i Buccaneers arrivarono primi nella NFC South con un record di 8 vittorie e 9 sconfitte, qualificandosi ai play-off con il seed 4.
| Play-off  |                 |                    |           |        |                       |         |
| Turno     | Data            | Avversario (seed)  | Risultato | Record | Stadio                | Sintesi |
| Wild Card | 16 gennaio 2023 | Dallas Cowboys (5) | S 14-31   | 0-1    | Raymond James Stadium | Sintesi |

## Premi

### Premi settimanali e mensili
- Devin White:

difensore della NFC del mese di settembre
difensore della NFC della settimana 10
- Jake Camarda:

giocatore degli special team della NFC della settimana 9
- Mike Evans:

giocatore offensivo della NFC della settimana 17
- Tom Brady :

quarterback della settimana 17